# Christopher Harris
Christopher « Chris » Harris, né le 19 octobre 1985 à Durban, en Afrique du Sud, est un rameur néo-zélandais.

## Biographie
Lors des championnats du monde d'aviron 2015 il remporte la médaille de bronze du deux de couple avec son équipier Robbie Manson.

## Palmarès

### Championnats du monde
- 2015 à Aiguebelette,  France
  -  Médaille de bronze en deux de couple
- 2017 à Sarasota,  États-Unis
  -  Médaille d'or en deux de couple
- 2018 à Plovdiv,  Bulgarie
  -  Médaille de bronze en deux de couple